# Wilhelm Wien
Wilhelm Wien (Gafken, 1864. január 13. – München, 1928. augusztus 30.) német fizikus. Elsősorban elektromágneses és hőtani elmélettel foglalkozott. Megfogalmazta a Wien-féle eltolódási törvényt, amely a feketetest-sugárzást számítja a nagy frekvenciákon. Kvantummechanikai munkássága is jelentős. A hősugárzás tanulmányozásáért 1911-ben fizikai Nobel-díjat kapott.

## Életrajz

### Korai évek
Wien 1864-ben született a poroszországi Fischhausen közelében lévő Gafken nevű helységben. Édesapja földbirtokos volt. 1866-ban Drachsteinbe költözött a család. 1879-ben Rastenburgban kezdett iskolába járni. 1880-1882 között a Heidelbergi Egyetemen tanult, majd a Göttingeni Egyetemen és a Berlini Egyetemen folytatta tanulmányait. 1883-85 között Hermann Ludwig von Helmholtz laboratóriumában dolgozott, 1886-ban, doktori minősítést szerzett. Tézisei: A fényelhajlás fémek környezetében és különféle anyagok hatása az elhajló fény színére. 1896-1899 között egyetemi előadó volt a jónevű RWTH Aachen-i egyetemen. 1900-ban a würzburgi egyetemre ment és Wilhelm Conrad Röntgen utóda lett.

### Munkássága
Fő témaköre a hőmérsékleti sugárzás. 1893-ban tapasztalati úton meghatározta a feketetest sugárzási törvényét: azt, hogy az ilyen test kisugárzása milyen hullámhosszon maximális. Ez az ún. Wien-féle eltolódási törvény (Wien I. törvénye) még mindig érvényes, de csak a nagy frekvenciákra.
Kollégája, Max Planck, aki elektromágnesességgel és termodinamikával foglalkozott, nem hitt a tapasztalati törvényekben, ezért elméleti alapokat javasolt Wiennek, majd később továbbfejlesztette a Wien által kidolgozott törvényt, megalkotva a Planck-féle sugárzási törvényt, amely elvezetett a kvantummechanikához.
1900–ban Wien feltételezte, hogy összefüggés van a tömeg és az elektromágneses energia között, és javasolta a következő összefüggést:
{\displaystyle m=(4/3)E/c^{2}}
Ionizált gázokkal kísérletezve 1898-ban azonosított egy pozitív részecskét, amelynek tömege a hidrogénatoméval volt egyenlő.
Wien megalapozta a tömegspektroszkópia, vagy más néven tömegspektrometria elméletét és megépítette az első ilyen készüléket. J. J. Thomson 1919-ben finomította a készüléket, és Ernest Rutherford munkája nyomán további kísérleteket végzett. Wien részecskéjét elfogadták; ez a proton.